# Puos d'Alpago
Puos d'Alpago är en ort och frazione i kommunen Alpago i provinsen Belluno i regionen Veneto i Italien. 
Puos d'Alpago upphörde som kommunen den 1 januari 2016 och bildade genom en sammanslagning med de tidigare kommunerna Farra d'Alpago och Pieve d'Alpago den nya kommunen  Alpago. Den tidigare kommunen hade 2 483 invånare (2015).